# Gaetano Antoniazzi
Gaetano Antoniazzi (Cremona, 7 agosto 1825 – Milano, 1º agosto 1897) è stato un liutaio italiano.

## Biografia
Antoniazzi imparò il mestiere di liutaio nella bottega Ceruti a Cremona, prima di stabilirsi a Milano nel 1870, portando con sé la tradizione cremonese dei suoi insegnanti, Enrico e Giovanni Battista Ceruti. È solo da questa data e fino al 1890 circa, che troviamo strumenti da lui firmati.
Gaetano Antoniazzi, insieme con i suoi figli Riccardo e Romeo, insegnarono a Leandro Bisiach il mestiere di liutaio, e con lui fondarono un laboratorio di liuteria che avrebbe influenzato in maniera notevole la liuteria italiana del XX secolo.
Il risultato di questo modello di lavoro fu di grande successo e portò Milano a divenire un focolaio di liutai qualificati.
Con questo sistema, molti importanti liutai italiani del XX secolo hanno ricevuto la loro prima formazione, tra i quali Gaetano Sgarabotto, Giuseppe Ornati, Ferdinando Garimberti, Igino Sderci, Sesto Rocchi, Cipriano Briani, Giuseppe Pedrazzini, Camillo Mandelli, Ferriccio Varagnolo, Camillo Colombo, Vincenzo Cavani, Pietro Paravicini, Albert Moglie, Andrea Bisiach, Carlo Bisiach, Pietro Borghi, Mirco Tarasconi, Leandro Jr. & Giacomo Bisiach, Iginio Siega e Carlo Ferrario.

## Tecnica
Il lavoro di Gaetano è buono, originale e spontaneo, ma non sempre accurato. La vernice è di colore giallo-marrone o, a volte, rosso-marrone. Le sue etichette sono generalmente scritte a mano.